# Till Lindemann
Till Lindemann — одноимённый проект (группа) Тилля Линдеманна, в котором он выступает автором текстов и их исполнителем.

## История
После завершения сотрудничества с Петером Тэгтгреном в проекте Lindemann 20 ноября 2020 года, Тилль объявил, что продолжит деятельность под собственным именем.

## Дискография

### Синглы
- 2020 — «Alle Tage ist kein Sonntag» (совместно с Дэвидом Гарретом)
- 2021 — «Любимый город» (перепетая Тиллем советская песня Любимый город)
- 2021 — «Любимый город (оркестровая версия)»
- 2021 — «Ich hasse Kinder»
- 2021 — «Always On My Mind» (участие в релизе Emigrate)
- 2021 — «Le jardin des larmes» (участие в релизе Zaz)
- 2023 — «Child of Sin» (участие в релизе певицы Kovacs)
- 2023 — «Zunge»
- 2023 — «Nass»
- 2023 — «Schweiss»
- 2023 — «Lecker»
- 2023 — «Sport frei»
- 2023 — «Entre dos tierras»
- 2024 — «Meine Welt»
- 2025 — «Und die Engel singen»

### Студийные альбомы
- 2023 — Zunge
- 2025 — Zunge2025[2]

## Состав

### Концертный состав
- Тилль Линдеманн — вокал
- Дэни София (Dani Sophia) — гитара, бэк-вокал
- Эмили Рувидич (Emily Ruvidich) — гитара, бэк-вокал
- Дэнни Лонер — бас-гитара
- Джо Летц — ударные
- Констанс Дэй (Constance Day) — клавишные

### Студийный состав
- Скай ван Хофф[англ.]
- Дэниел Карелли
- Клеменс Вейерс[англ.]
- Лоис Касс
- Олсен Инвольтини[нем.]
- Николас Людвиг